# Lena Gercke
Lena Gercke (ur. 29 lutego 1988 w Marburgu) – niemiecka modelka i prezenterka telewizyjna, zwyciężczyni pierwszej edycji Germany’s Next Topmodel.

## Życiorys
Latem 2004 roku została zaangażowana do reklamy sieci fastfoodów Burger King. 29 marca 2006 wygrała pierwszą edycję Germany’s Next Topmodel. W czerwcu 2006 znalazła się na okładce niemieckiego wydania Cosmopolitan. Jej twarz zdobiła również okładki francuskiego wydanie Votre Beaute oraz holenderskiego wydania GQ. W 2007 roku podpisała międzynarodowe kontrakty z agencjami modelek w: Mediolanie, Barcelonie, Nowym Jorku, Amsterdamie, a nawet w Kapsztadzie w Południowej Afryce. W 2010 roku wzięła udział w pokazie bielizny Elle Macpherson. Lena współpracowała z takimi projektantami mody jak: Anja Gockel, Custo Barcelona, Esther Perbandt, Karen Ly, Marcel Ostertag, Pure Berlin, Suzana Peric. W 2017 roku została matką chrzestną statku wycieczkowego AIDAperla.

## Życie prywatne
Była zaręczona z Samim Khedirą, niemieckim piłkarzem pochodzenia tunezyjskiego. Para rozstała się w 2015 roku. Później związała się z reżyserem Dustinem Schöne, z którym ma dwie córki. 